# Tom Bridger
Thomas "Tommy" Bridger (Woolmer Green, Hertfordshire, 24 juni 1934 – Logie Coldstone, Aberdeenshire, 30 juli 1991) was een Britse Formule 1-coureur.
Bridger reed één Grand Prix; de Grand Prix van Marokko van 1958 voor het team van British Racing Partnership.